# جون ليدبيتر
جون ليدبيتر (بالإنجليزية: John Leadbitter)‏ هو لاعب كرة قدم بريطاني في مركز الدفاع، ولد في 7 مايو 1953 في سندرلاند في المملكة المتحدة. لعب مع نادي دارلنجتون ونادي سندرلاند.